# Wilku
Wilku, właściwie Robert Darkowski (ur. 2 marca 1977 w Warszawie) – polski raper i producent muzyczny, a także przedsiębiorca, reżyser, aktor.
Jest znany przede wszystkim z występów w grupach Molesta Ewenement oraz Hemp Gru. Ponadto współpracował m.in. z takimi grupami i wykonawcami jak: O.S.T.R., Sokół, Junior Stres, Paluch, Kali, Hudy HZD, Jongmen, THS Klika, Pono, Ero, Popek, Małolat, WWO, Zipera, Chada, Fu, Peja, Bosski Roman, Mor W.A., Bez Cenzury, Dixon37 oraz Ras Luta i wielu innych. W 2011 roku został sklasyfikowany na 9. miejscu listy 30 najlepszych polskich raperów według magazynu Machina.
W 2004 roku założył firmę odzieżową DIIL, a w 2007 oficynę wydawniczą HEMP Records, w jej ramach ukazał się szereg albumów formacji Hemp Gru. Działalność przedsiębiorstwa została poszerzona o produkcję video na kanale YouTube/DIILTV.

## Dyskografia
Występy gościnne
| Album                                             | Rok  | Utwór | Źródło |
| ------------------------------------------------- | ---- | --- | ------ |
| Molesta Ewenement – Skandal                       | 1998 | „28.09.97” (gościnnie: Wilku) „Się żyje” (gościnnie: Pelson, Wilku)                                                                                                   | [ 8 ]  |
| Molesta Ewenement – Ewenement                     | 1999 | „System” (gościnnie: Wilku) „Kto jest kto?” (gościnnie: Bilon, Wilku)                                                                                                 | [ 9 ]  |
| Zipera – O.N.F.R.                                 | 2000 | „Obojętność” (gościnnie: Wilku, Włodi, Karolina) | [ 10 ] |
| Waco – Czas dokonać wyboru (singel)               | 2001 | „Czas dokonać wyboru” (gościnnie: Wilku, Pelson) „Twój wybór” (Mix Do Wideo) (gościnnie: Wilku, Wigor, Doz)                                                           | [ 11 ] |
| Waco – Świeży materiał                            | 2001 | „Czas dokonać wyboru” (gościnnie: Wilku, Pelson) | [ 12 ] |
| Pono – Hołd                                       | 2002 | „Fundament” (gościnnie: DAF, Wilku) „Wszystko bez sensu” (gościnnie: Wilku)                                                                                           | [ 13 ] |
| TZWM – Los Beton Blokos (Szczery Przekaz Płynie)  | 2002 | „Bez zapytań znaków” (gościnnie: Wilku) | [ 14 ] |
| DJ. B – Styl pijanego mistrza                     | 2002 | „Czas dokonać wyboru” (gościnnie: Wilku) | [ 15 ] |
| WNB – Dowód odpowiedzialności                     | 2003 | „Boże prowadź” (gościnnie: Wilku) | [ 16 ] |
| WWO – Witam was w rzeczywistości                  | 2005 | „Smak chwili” (gościnnie: Intouchable, Wilku) | [ 17 ] |
| WSP – Wśród                                       | 2005 | „Współpraca” (gościnnie: Wilku, Żary) | [ 18 ] |
| Pono – Tak to widzę                               | 2006 | „Instynkt” (gościnnie: Wilku, Ero) | [ 19 ] |
| Mor W.A. – Uliczne Esperanto                      | 2007 | „Jestem tym kim jestem” (gościnnie: Wilku) | [ 20 ] |
| Dixon37 – Lot na całe życie                       | 2008 | „Tak tu jest” (gościnnie: Pjus, Wilku) „Tak tu jest (Remix)” (gościnnie: Pjus, Wilku)                                                                                 | [ 21 ] |
| Hudy HZD – Wykorzystana chwila                    | 2009 | „To nie o to chodzi” (gościnnie: Baks, Matek, Wilku) | [ 22 ] |
| Maleo Reggae Rockers – Rzeka dzieciństwa          | 2011 | „Kiedy byłem małym chłopcem” (gościnnie: Wilku) | [ 23 ] |
| Hudy HZD – Historie z dna                         | 2012 | „Intro” (gościnnie: Wilku, Ero, Jasiek MBH, Onar, Siwers/Tomiko, Kosi, Szczur, Szwed SWD, Radek O., Wrotas, DJ Steez, DJ Deszczu Strugi) „Zrób to” (gościnnie: Wilku) | [ 24 ] |
| Jongmen – Kontrapunkt                             | 2013 | „Babel” (gościnnie: Wilku, Hazzidy) | [ 25 ] |
| Rozbójnik Alibaba, Jan Borysewicz – Bal maturalny | 2014 | „Przyjaciel” (gościnnie: Wilku, Marta Zalewska) | [ 26 ] |
| Luksmamilion – Fundament                          | 2014 | „Srebro” (gościnnie: Wilku) | [ 27 ] |
| RPS & DJ Zel – DDA                                | 2016 | „Rap weteran” (gościnnie: Wilku) | [ 28 ] |

## Teledyski
| Tytuł                                                                                            | Rok  | Reżyseria/Realizacja | Album                                     | Źródło |
| ------------------------------------------------------------------------------------------------ | ---- | -------------------- | ----------------------------------------- | ------ |
| Waco – „Twój wybór” (gościnnie: Wilku, Wigor, Doz)                                               | 2001 | –                    | Czas dokonać wyboru (singel)              | [ 29 ] |
| TZWM – „Bez zapytań znaków” (gościnnie: Wilku)                                                   | 2002 | –                    | Los Beton Blokos (Szczery Przekaz Płynie) | [ 30 ] |
| Bilon, Wilku WDZ, Jongmen, Kieru, Manifest, Uszer zDP, Fenix, Dj ACE – „Stoprocent Pompuj Rap 3" | 2014 | A1 Videos            | –                                         | [ 31 ] |

## Filmografia
| Tytuł                             | Rok  | Uwagi                                                                     | Źródło |
| --------------------------------- | ---- | ------------------------------------------------------------------------- | ------ |
| „Ziomek”                          | 2006 | rola dubbingowana, serial animowany, reżyseria: Laurent Nicolas           | [ 32 ] |
| „Sierpniowe niebo. 63 dni chwały” | 2013 | jako on sam, dramat, reżyseria: Ireneusz Dobrowolski                      | [ 33 ] |
| „Tacy jak my”                     | 2016 | jako on sam, film dokumentalny, reżyseria: Piotr Mularuk, Maria Siniarska | [ 34 ] |
| ,,Moja Warszawa''                 | 2003 | jako on sam, reżyseria: Maria Zmarz-Koczanowicz                           | [ 35 ] |
| „Skandal. Ewenement Molesty”      | 2020 | jako on sam, reżyseria: Bartosz Paduch                                    | [ 36 ] |